# Si (poème)
Pour les articles homonymes, voir SI et If.
Si, en anglais If—, est un poème de Rudyard Kipling, écrit en 1895, et publié en 1910 dans Rewards and Fairies. Il lui a été inspiré par le raid Jameson. Évocation de la vertu britannique de l'ère victorienne, comme Invictus de William Ernest Henley vingt ans plus tôt, ce poème est rapidement devenu très célèbre. Deux de ses vers (les 11 et 12)  sont notamment reproduits à l'entrée des joueurs du court central de Wimbledon:« If you can meet with triumph and disaster / And treat those two impostors just the same". » (Si tu peux rencontrer triomphe et désastre/ Et traiter ces deux imposteurs de la même manière).

## Texte
| Texte en anglais | Adaptation d'André Maurois |
| --- | --- |
| If you can keep your head when all about you Are losing theirs and blaming it on you, If you can trust yourself when all men doubt you, But make allowance for their doubting too; If you can wait and not be tired by waiting, Or being lied about, don't deal in lies, Or being hated, don't give way to hating, And yet don't look too good, nor talk too wise: If you can dream - and not make dreams your master; If you can think - and not make thoughts your aim; If you can meet with Triumph and Disaster And treat those two impostors just the same; If you can bear to hear the truth you've spoken Twisted by knaves to make a trap for fools, Or watch the things you gave your life to, broken, And stoop and build 'em up with worn-out tools: If you can make one heap of all your winnings And risk it on one turn of pitch-and-toss, And lose, and start again at your beginnings And never breathe a word about your loss; If you can force your heart and nerve and sinew To serve your turn long after they are gone, And so hold on when there is nothing in you Except the Will which says to them: 'Hold on!' If you can talk with crowds and keep your virtue, ' Or walk with Kings - nor lose the common touch, if neither foes nor loving friends can hurt you, If all men count with you, but none too much; If you can fill the unforgiving minute With sixty seconds' worth of distance run, Yours is the Earth and everything that's in it, And - which is more - you'll be a Man, my son! | Si tu peux voir détruit l’ouvrage de ta vie Et sans dire un seul mot te mettre à rebâtir, Ou perdre en un seul coup le gain de cent parties Sans un geste et sans un soupir ; Si tu peux être amant sans être fou d’amour, Si tu peux être fort sans cesser d’être tendre, Et, te sentant haï, sans haïr à ton tour, Pourtant lutter et te défendre ; Si tu peux supporter d’entendre tes paroles Travesties par des gueux pour exciter des sots, Et d’entendre mentir sur toi leurs bouches folles Sans mentir toi-même d’un mot ; Si tu peux rester digne en étant populaire, Si tu peux rester peuple en conseillant les rois, Et si tu peux aimer tous tes amis en frère, Sans qu’aucun d’eux soit tout pour toi ; Si tu sais méditer, observer et connaître, Sans jamais devenir sceptique ou destructeur, Rêver, mais sans laisser ton rêve être ton maître, Penser sans n’être qu’un penseur ; Si tu peux être dur sans jamais être en rage, Si tu peux être brave et jamais imprudent, Si tu sais être bon, si tu sais être sage, Sans être moral ni pédant ; Si tu peux rencontrer Triomphe après Défaite Et recevoir ces deux menteurs d’un même front, Si tu peux conserver ton courage et ta tête Quand tous les autres les perdront, Alors les Rois, les Dieux, la Chance et la Victoire Seront à tout jamais tes esclaves soumis, Et, ce qui vaut mieux que les Rois et la Gloire Tu seras un homme, mon fils. |

## Traductions et adaptations
André Maurois l'a adapté très librement dans son livre Les Silences du colonel Bramble (publié en 1918) sous le titre Tu seras un homme, mon fils. Soucieux de maintenir la pureté de la langue et de rester fidèle au sens plutôt qu'à la lettre des textes, Maurois a écrit une version en alexandrins qui reprend l'idée fondamentale du poème de Kipling tout en ne traduisant directement que quelques vers et en modifiant la forme originale du poème.
Le 14 juin 1940, Paul Rivet placarde le poème sur les portes du musée de l'Homme, en signe de résistance à l'occupant allemand.
Le poème a connu d'autres traductions françaises, d'inégal bonheur, dont celles de Germaine Bernard-Cherchevsky (1942) et de Jules Castier (1949).
La traduction (ou réécriture) par André Maurois de ce poème a été chantée par Bernard Lavilliers en 1988 dans son album intitulé If. Signe de succès, elle est aussi reprise dans de nombreuses anthologies et cartes postales, et désignée directement comme « poème de Kipling. »,
Une traduction de Françoise Morvan respectant le sens et la forme du poème est parue aux éditions Seghers.

## Avis divergent
Dans son essai Une folle solitude : le fantasme de l'homme auto-construit (2006), p. 116, Olivier Rey déclare : 
« On trouve des effets délétères de la tyrannie paternelle jusque dans ses modalités d'effacement. Par exemple, dans ce poème mondialement connu et célébré de Rudyard Kipling, If — adapté en français par André Maurois sous le titre « Tu seras un homme mon fils » — où le père n'abandonne ses anciennes exigences qu'en imprégnant son renoncement de venin. Oh, certes, le fils est libre : pas de contraintes ! Juste une liste égrenée de conditions à remplir pour être un homme, plus exorbitantes les unes que les autres. Voir tout ce qu'on a accompli anéanti d'un coup et repartir de zéro avec une énergie intacte, endurer la calomnie sans un soupir, garder confiance quand tout le monde doute et sans reprocher aux autres de douter, etc. — ce genre de choses qui sont plus du ressort du divin que de l’humain. Une liste aussi délirante ne peut signifier qu'une chose : tu ne seras jamais un homme mon fils. Ou comment rester castrateur, l'être davantage encore en prétendant ne plus l'être. »

## Dans la culture populaire
Ce poème de Rudyard Kipling fait également son apparition dans le domaine plus large de la culture populaire.

### Cinéma
Dans le film Mission impossible : Rogue Nation, la clé à reconnaissance vocale permettant au Premier Ministre britannique de déverrouiller la "Boîte Rouge" (et d'activer par la même occasion "Le Syndicat") est constituée des trois premiers vers du poème.
Dans Les Sous-doués, le texte revient lors de l’épreuve du bac de français. Le médecin récite ce poème pour aider les étudiants tout en faisant accoucher une étudiante enceinte dans la salle d’examen.
Le titre du poème (If...) a été utilisé pour un film de Lindsay Anderson, Palme d'Or à Cannes en 1969 (acteur principal Malcolm Mc Dowell) qui est une violente charge contre le système des très élitistes Public Schools britanniques dont un des objectifs initiaux étaient de fournir des cadres et administrateurs efficaces et endurcis à l'Empire colonial britannique dont Kipling fut un promoteur enthousiaste.
John Kipling
John Kipling était le fils unique de Rudyard Kipling. Il est mort 27 septembre 1915 à l'âge de 18 ans à la bataille de Loos-en-Gohelle, lors de son premier assaut en tant que lieutenant des Irish Guards.

## Sources
- Olivier Rey, Une folle solitude : le fantasme de l'homme auto-construit, Le Seuil, 2006 (spéc. p. 116).
- Si, de Kipling, traduction de Françoise Morvan, illustrations de Gaétan Dorémus, Seghers,  (ISBN 978-2232129667)
- (en) René Stauffer, The Roger Federer Story: Quest for Perfection, Chicago, Illinois, New Chapter Press, 2007, 252 p. (ISBN 9780942257397), lire: . Consulté le 24 octobre 2020.